# 空軍大学校 (アメリカ合衆国)

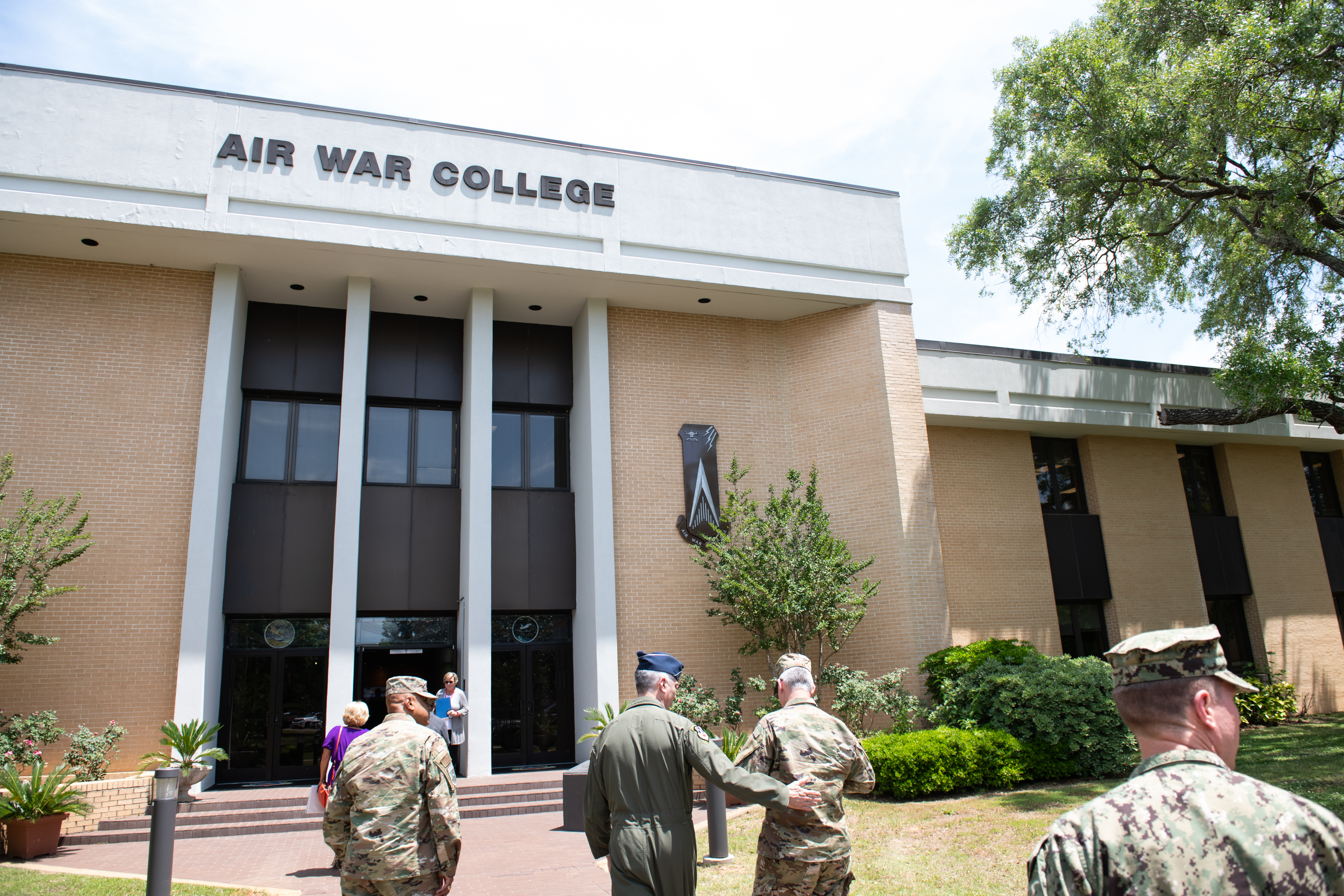
空軍大学校。

空軍大学校（Air War College、AWC）は、アメリカ空軍の参謀学校。空軍大学の一部。所在地はアラバマ州のマクスウェル空軍基地。

## 概要
1946年、戦争省によりアメリカ陸軍航空軍（陸軍航空隊）の教育課程としてマクスウェル空軍基地に設置された。
PME（Professional Military Education）課程を置き、戦略学修士（Master of Strategic Studies）の学位を授与する。